# John Warwick Smith

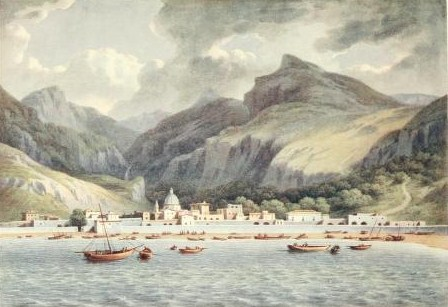
Citario on the bay of Salerno

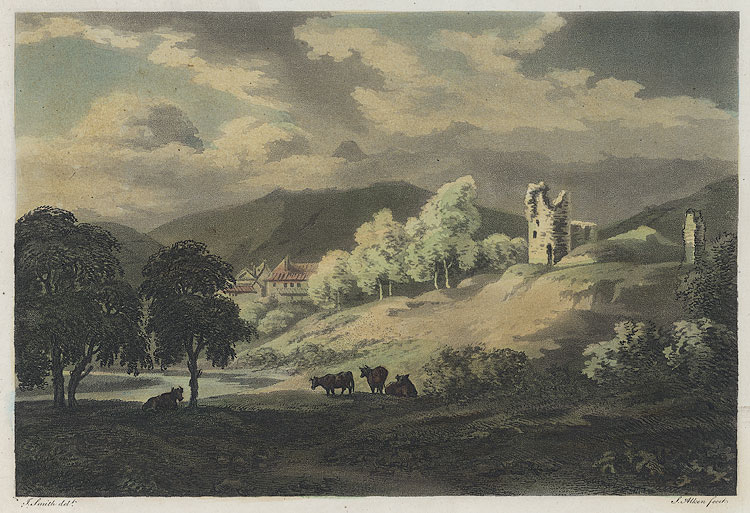
The Castle at Abergavenny, c. 1790

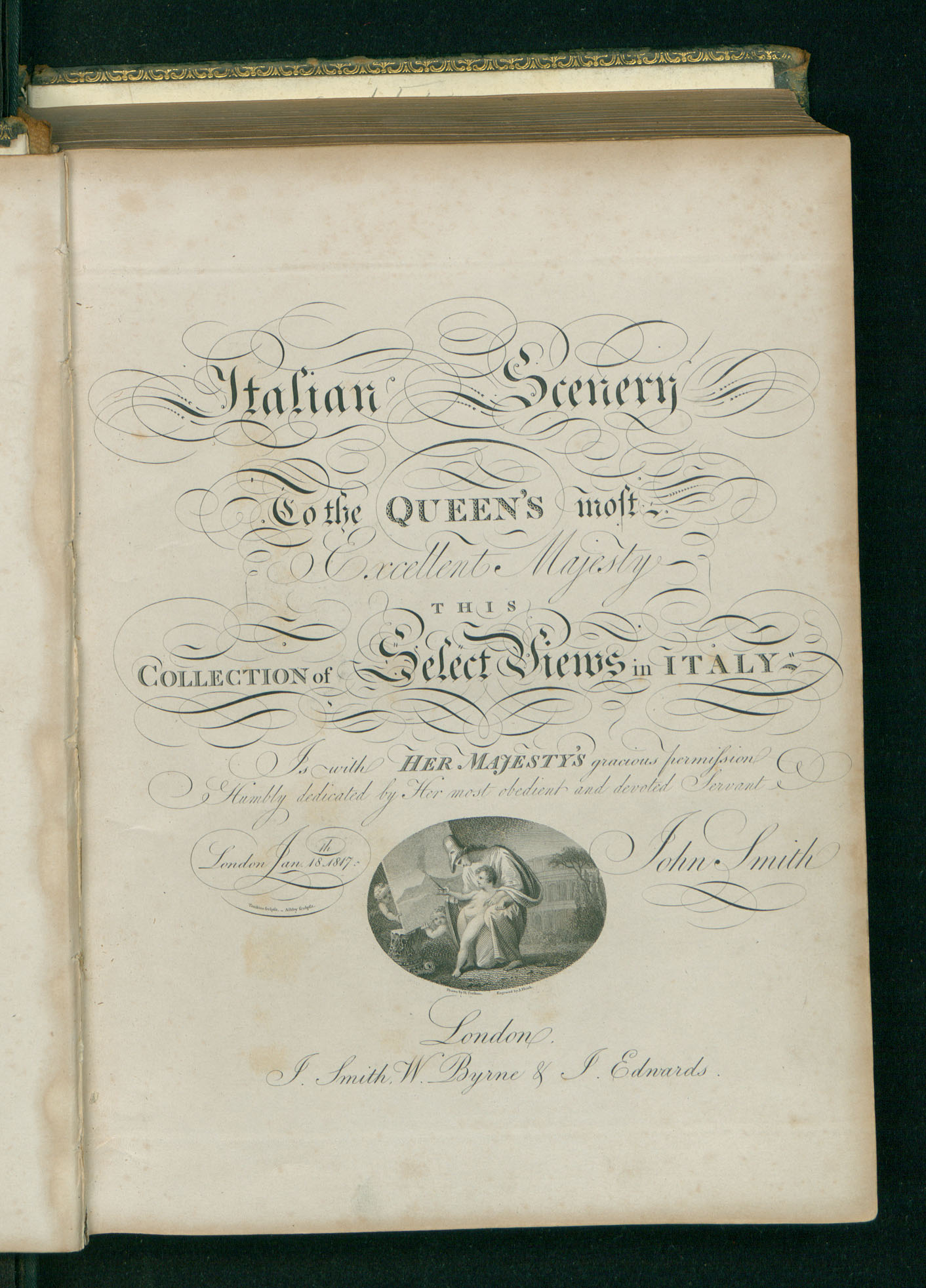
Select views of Italy, 1796

John Smith, detto Warwick (Irthington, 26 luglio 1749 – Londra, 22 marzo 1831), è stato un pittore e illustratore inglese.

## Biografia

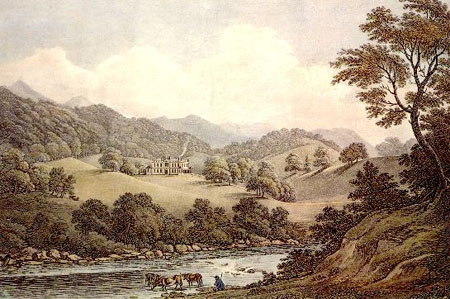
The Woods of Hafod (1795)

Smith nacque a Irthington, vicino Carlisle (Cumberland). Figlio di un giardiniere della famiglia Gilpin. Studiò arte sotto la guida del pittore di animali Sawrey Gilpin.
Divenne famoso come disegnatore di topografie e ottenne l'autorizzazione, da George Greville, II conte di Warwick, a viaggiare in l'Italia fra il 1776 e il 1781.  Assunse lo pseudonimo di "Warwick" o "Italian".
Morì a Londra, il 22 marzo 1831, e fu sepolto nel cimitero di St George, in Uxbridge Road.

## Opere
Fra le sue opere principali vi sono:
- A Tour to Hafod
- Select views of Italy, Bulmer, William & C, 1796.;
- Views of the Lakes of Cumberland
- Villa Medici a Roma, acquerello e grafite su carta preparata, 41,3x57,8 cm, 1784